# Hichem Mechichi
Hichem Mechichi (Bou Salem, gennaio 1974) è un politico tunisino, Primo ministro della Tunisia dal 2 settembre 2020 al 25 luglio 2021 quando è stato esautorato dal presidente Kaïs Saïed; precedentemente aveva rivestito il ruolo di ministro dell'interno nel governo guidato da Elyes Fakhfakh.

## Biografia
Membro della Commissione Nazionale di Investigazione sulla Corruzione e Appropriazione indebita, fondata nel 2011 e poi presieduta da Abdelfattah Amor, nel 2014 ha ricoperto la carica di Capo di Stato Maggiore presso il Ministero dei Trasporti, poi lo stesso incarico successivamente presso i Ministeri degli affari sociali e della sanità pubblica.
È stato poi direttore generale dell'Agenzia nazionale per il controllo sanitario e ambientale dei prodotti.
Nominato dal presidente Kaïs Saïed suo primo consigliere incaricato degli affari legali l'11 febbraio 2020, il 27 dello stesso mese diventa Ministro dell'interno nel governo di Elyes Fakhfakh.

### Primo Ministro
Il 25 luglio 2020, nel mezzo di una crisi politica, Saïed lo ha nominato capo del governo, incaricandolo di formare un governo in un mese e ottenere la fiducia dell'Assemblea dei rappresentanti del popolo. 
L'11 agosto ha proposto di formare un governo composto interamente da indipendenti. Il 24 agosto ha svelato la composizione del suo governo, che suscita le riserve di Ennahda e Cuore della Tunisia, che include otto donne, oltre a un ipovedente.  
Il 2 settembre successivo, il suo governo ottiene la fiducia con 134 voti contro 67 da parte dell'Assemblea dei rappresentanti del popolo.  
Venne licenziato da Saïed dopo 10 mesi, il 25 luglio 2021, cedendo il suo incarico 2 mesi dopo alla professoressa Najla Bouden, prima donna a diventare premier in Tunisia e in tutto il mondo arabo. 

### Governo Mechichi (2 settembre 2020-25 luglio 2021)
| Ministro                                                                     | Nominativo              | Partito      |
| ---------------------------------------------------------------------------- | ----------------------- | ------------ |
| Primo ministro                                                               | Hichem Mechichi         | Indipendente |
| Interno                                                                      | Taoufik Charfeddine     | Indipendente |
| Difesa                                                                       | Brahim Bartaggi         | Indipendente |
| Affari Esteri, Migrazioni e Tunisini all'Estero                              | Othman Jerandi          | Indipendente |
| Giustizia                                                                    | Mohammed Bousseta       | Indipendente |
| Economia, finanze e sostegno agli investimenti                               | Ali Kooli               | Indipendente |
| Industria, energia e miniere                                                 | Salwa Sghayer           | Indipendente |
| Commercio e sviluppo delle esportazioni                                      | Mohamed Bousaïd         | Indipendente |
| Trasporti e Logistica                                                        | Moez Chakchouk          | Indipendente |
| Turismo                                                                      | Habib Amar              | Indipendente |
| Agricoltura, risorse idriche e pesca                                         | Akissa Bahri            | Indipendente |
| Salute                                                                       | Faouzi Mehdi            | Indipendente |
| Affari sociali                                                               | Mohamed Trabelsi        | Indipendente |
| Istruzione                                                                   | Fethi Sellaouti         | Indipendente |
| Ministro dell'istruzione superiore e ricerca scientifica                     | Olfa Benuda             | Indipendente |
| Tecnologie della comunicazione                                               | Mohamed Fadhel Kraiem   | Indipendente |
| Cultura                                                                      | Walid Zidi              | Indipendente |
| Gioventù, Sport e Integrazione Professionale                                 | Kamel Deguiche          | Indipendente |
| Donne, famiglia, bambini e anziani                                           | Imen Houimel            | Indipendente |
| Ministro degli affari religiosi                                              | Ahmed Adhum             | Indipendente |
| Ambiente e Affari Locali                                                     | Mustafà Aroui           | Indipendente |
| Attrezzature, alloggi e infrastrutture                                       | Kamel Doukh             | Indipendente |
| Demani e affari fondiari                                                     | Leila Jaffel            | Indipendente |
| Rapporti con il Parlamento                                                   | Ali Hafsi Jeddi         | Indipendente |
| Funzione pubblica                                                            | Hasna Ben Slimane       | Indipendente |
| Rapporti con gli organi costituzionali e la società civile                   | Thouraya Jeribi Khémiri | Indipendente |
| Sottosegretario agli Affari Esteri, Migrazioni e Tunisini all'Estero         | Mohamed Ali Nafti       | Indipendente |
| Segretario di Stato per le finanze pubbliche e la fiscalità                  | Khalil Chtourou         | Indipendente |
| Segretario di Stato per la Gioventù, lo Sport e l'Integrazione Professionale | Sihem Ayadi             | Indipendente |